# イリーガス EpisodeIV
『イリーガス Episode Ⅳ』（イリーガス エピソードフォー）は、株式会社アスキーから発売されたMSX用迷路脱出ゲーム。
タイトル名「イリーガス」はギリシャ語で渦巻きを意味し、ギリシャ語での表記は「ΙΛΙΓΞ」となる。またタイトルでは本作がエピソード4にあたるとされている。また同じくMSXで発売されている『テセウス』がエピソード1とされているが、エピソード2・3などは確認されていない。
『別冊LOGIN1 MSX GAME BOOK』（1985年8月）において、本作の簡易版である「マイクロ・イリーガス」のプログラムリストが掲載された。
本作は、前述の『テセウス』やPC-6001用ソフト『オリオン80』の作者である竹内あきらが手掛けた。

## ゲーム内容
本作は3D表現される迷路内を探索し、多彩なアイテムを入手し、罠や警備ロボットを退けながら脱出を目指す迷路脱出ゲームである。
MSXの市販ゲームでは他に類を見ない画面モードSCREEN3が採用され、64×48ドットという極めて低い解像度によって画面が描画される。その割り切りの一方、迷路内の移動は非常滑らかなアニメーションによって表現されており、当時画面切り替えが主流だった類似のゲームとは一線を画している。
ゲームには時間経過の概念が導入されている。時間は画面内に表示される時計だけでなく、上空に見える恒星の位置や空の色によっても表現される。また太陽の位置から自分が向いている方角を把握することもできる。
なお、太陽が沈むと迷路の視認が困難になる。なお、赤外線ビューアを入手することで、夜間でも視界を確保することが可能。
プレイヤーにはスタミナが設定されている。スタミナは時間経過と共に減少し、ゼロになるとゲームオーバーとなる。またスタミナは食料や水で回復することができる。
迷路内は警備ロボットが巡回し、ロボットに捕まるとゲームオーバーとなる。ロボットの接近は探知機の警告音で把握可能であり、プレイヤーの緊張感を高める演出にもなっている。またロボットは一定のコースを巡回しているため、やり過ごした後で後ろを付いていくといったプレイも可能。
0 - 9の数字キーを押しながらスペースキーを押してゲームを開始することで、任意のステージからゲームを始めることができる。

## ストーリー
銀河系を統一する帝国誕生から2000年、当初の理想が失われた帝国内では政治腐敗が蔓延し、やがて全銀河を巻き込む規模の反乱戦争を経て帝国は瓦解に至る。
その反乱戦争の初期のこと、帝国軍は反乱軍が砂漠の惑星アル・マザールにて地下基地を建造していることを察知し、かつての大都市であるム・モンク(Mu-Monk)に精鋭部隊を派遣するが、対空砲火により大被害を受けてしまう。
急襲を生き延び、ム・モンクに降下した帝国軍下士官H.T一等軍曹は都市からの脱出を図る。

## 移植版
| No. | タイトル             | 発売日        | 対応機種 | 開発元                          | 発売元             | メディア                         | 備考 | 出典        |
| --- | -------------------- | ------------- | -------- | ------------------------------- | ------------------ | -------------------------------- | ---- | ----------- |
| 1   | イリーガス EpisodeIV | 2024年9月24日 | Windows  | D4エンタープライズ （移植担当） | D4エンタープライズ | ダウンロード （プロジェクトEGG） |      | [ 4 ] [ 5 ] |